# Hilfsgemeinschaft auf Gegenseitigkeit der ehemaligen Angehörigen der Waffen-SS

La Hilfsgemeinschaft auf Gegenseitigkeit der ehemaligen Angehörigen der Waffen-SS e.V. ou HIAG (en français, « association d’entraide mutuelle des anciens membres des Waffen-SS ») fut fondée en Allemagne au cours de l’année 1951 en tant que fraternelle d’anciens Waffen-SS. 

## Description
Les fondateurs et premiers présidents de la HIAG furent notamment Otto Kumm, le dernier commandant de la 1re division SS Leibstandarte Adolf Hitler, Richard Schulze-Kossens, adjudant d’Adolf Hitler et dont les dernières fonctions avaient consisté à diriger la SS-Junkerschule (ou académie militaire destinée à la formation des officiers SS) à Bad Tölz, Felix Steiner, général SS commandant le IIIe Corps blindé germanique, qui était composé de plusieurs divisions SS et de Paul Hausser, qui fut également un des principaux organisateurs de la Waffen-SS et qui est connu pour sa politique sans merci de la terre brûlée en Europe de l’Est. Après sa grâce et sa libération en 1955, Sepp Dietrich, qui avait en dernier lieu été le commandant de la 6e Panzerarmee SS et qui avait joué un rôle prépondérant dans l’assassinat d’Ernst Röhm (lors de la Nuit des Longs Couteaux) adhéra également à la HIAG.
Au départ, la HIAG fut organisée de façon décentralisée, mais cette structure fut abrogée avant même la fin des années 1950. Le but de « l’association d’entraide » était d’obtenir une assimilation juridique des anciens membres de la Waffen-SS aux soldats de la Wehrmacht ainsi que la réhabilitation des soldats de la Waffen-SS. L’association était un membre actif de la « Société des soldats allemands » et exerçait une forte influence dans le réseau des fraternelles militaires. La HIAG travaillait également en collaboration étroite avec la Kameradschaft IV (de) autrichienne.
Anne-Marie Duranton-Crabol indique dans son ouvrage L'Europe de l'extrême droite de 1945 à nos jours que l'adoption de la requête visant à reconnaître les membres du groupe en tant qu'anciens combattants fut une action juridique source de compensation financière et de satisfaction pour la HIAG puisque ses membres pouvaient bénéficier de pensions.
À partir de 1951, elle fit paraître le Wiking-Ruf (littéralement « L'appel du Viking ») qui devint son porte-voix. Ce dernier fut séparé en 1956 d’un autre magazine à publication mensuelle, Der Freiwillige (ou « Le Volontaire »), qui était tiré à 12 000 exemplaires. La publication se faisait encore au rythme de 8 000 exemplaires en 1992. L’éditeur en était Erich Kern (en), qui fut pendant plusieurs années le secrétaire du député CDU Hans Wissebach (de). Der Freiwillige est publié par Munin-Verlag au moins jusqu'en 2011.
Jusqu'au milieu des années 1960, des représentants de la HIAG siégeaient à tous les partis importants et la HIAG disposait d’une large reconnaissance. Ainsi, en 1954, Helmut Schmidt fit un exposé à la HIAG sur le thème « Tradition militaire et démocratie sociale ». En 1978, l'organisation disposait de 118 associations locales ou de district. Par intermittence, elle comptait entre 20 000  et   40 000 membres. Sur les 250 000 vétérans environ de la Waffen-SS que comptait la République fédérale, des évaluations permettaient d’estimer que près de 70 000 d’entre eux étaient affiliés à l'association fédérale HIAG. Toutefois, à partir des années 1980 plusieurs députés du Bundestag mirent fin à leur activité au profit de la HIAG, et le SPD décrétait une clause d'incompatibilité. Il en résulta que l'organisation perdit de plus en plus de son influence. Au travers des associations régionales subsistantes elle est néanmoins toujours présente dans la structure des fraternelles de soldat et d’anciens combattants.
Lors de la dissolution de l’association faîtière HIAG en 1992, elle comprenait parmi ses affiliés douze associations de Länder, douze troupes et nombreuses fraternelles de district. Hubert Meyer, Auguste Hoffmann et Jean Felde faisaient partie en 1992 du dernier comité directeur fédéral. Jusqu'à cette date, la direction fédérale fut un « sujet d'observation » de l'Office fédéral de protection de la constitution de sorte des informations ciblées au sens des §§3, 4 de la loi de protection de la Constitution fédérale furent rassemblées et exploitées à sa charge.
Certaines associations de Länder et des fraternelles régionales ainsi que l'institution Kriegsgräberstiftung Wenn alle Brüder schweigen (Fondation pour les sépultures militaires « Lorsque tous les frères se taisent ») fondée en 1993 subsistent. Cette institution dont le siège est à Stuttgart est dirigée par le président Auguste Hoffmann, par le président représentant Heinz Berner et le trésorier Werner Bitzer. Selon ses propres statuts, sa tâche consiste au premier chef à chercher « des tombes de soldat à l'intérieur du pays et à l'étranger — particulièrement de notre troupe — les protéger et à informer de leurs emplacements le Volksbund Deutsche Kriegsgräberfürsorge ».